# Zdeslav Vrdoljak
Zdeslav Vrdoljak (ur. 15 marca 1971 w Splicie) - były chorwacki piłkarz wodny, zdobywca srebrnego medalu Igrzysk Olimpijskich w Atlancie oraz uczestnik Igrzysk w Pekinie.